# Loranger (Louisiane)
Pour les articles homonymes, voir Loranger.
Loranger est un village (census-designated place) des États-Unis, dans la paroisse de Tangipahoa en Louisiane. 

## Géographie
La localité est située à l'ouest de la rivière Tangipahoa sud-est de la ville d'Amite nord-est de la ville d'Hammond.

## Histoire
Le village doit son nom au capitaine Arthur Loranger, un militaire et industriel Canadien-français originaire du Michigan qui vivait à New York avant de s'installer en Louisiane vers 1900. 